# Fernando Morales
Fernando Morales Esquer (Ciudad de México, México; 14 de septiembre de 1985) es un exfutbolista profesional mexicano, ocupaba la posición de volante ofensivo.

## Trayectoria
El Zurdo inicio en fuerzas básicas de los Pumas de la UNAM. Debutó en la Universidad el 21 de noviembre de 2004 en el juego UNAM vs Guadalajara. Era un interior izquierdo con velocidad al ataque, buen tiro de media distancia con pierna zurda (por eso su apodo) y buenos centros para el delantero.  
Bicampeón con Hugo Sánchez.  
En el Draft 2011 llevado a cabo en Playa del Carmen, se llevó a cabo su traspaso al equipo Gladiadores de San Luis.
Permaneció como una promesa que a pesar de su buena técnica nunca logró brillar por diversos motivos. Entre ellas siempre fueron las lesiones.[cita requerida]
Actualmente juega en la Kings League en el equipo Galácticos del Caribe destacando como goleador y su peculiar forma de celebrar los goles.
Es entrenador del equipo de Soccer varonil de la Universidad Anáhuac México Sur, de la Ciudad de México 

## Clubes
| Club                      | País   | Año        |
| ------------------------- | ------ | ---------- |
| Club Universidad Nacional | México | 2004- 2006 |
| México                    | 2007   |            |
| Club Universidad Nacional | México | 2008- 2011 |
| San Luis FC               | México | 2011- 2012 |
| Club Universidad Nacional | México | 2012       |
| Monarcas Morelia          | México | 2013       |
| Ljungskile SK             | Suecia | 2013       |
| Club Universidad Nacional | México | 2014       |